# Heather Gollnick
Heather Gollnick, née en 1970 à Waukesha dans le Wisconsin, est une triathlète professionnelle américaine, championne des États-Unis longue distance en 2008 et multiple vainqueur sur triathlon Ironman ou Ironman 70.3.

## Palmarès
Le tableau présente les résultats les plus significatifs (podium) obtenus sur le circuit national et international de triathlon et du duathlon depuis 1999.
| Année | Compétition                                 | Pays             | Position           | Temps           |
| ----- | ------------------------------------------- | ---------------- | ------------------ | --------------- |
| 2009  | Ironman 70.3 Pucón                          | Chili            | Médaille d'or      | 4 h 28 min 58 s |
| 2009  | Ironman Brésil                              | Brésil           | Médaille de bronze | 9 h 31 min 42 s |
| 2008  | Ironman 70.3 Pucón                          | Chili            | Médaille d'or      | 4 h 37 min 2 s  |
| 2008  | Ironman Louisville                          | États-Unis       | Médaille d'argent  | 9 h 56 min 53 s |
| 2008  | Ironman Cœur d’Alene                        | États-Unis       | Médaille d'argent  | 9 h 50 min 34 s |
| 2008  | Ironman Arizona                             | États-Unis       | Médaille de bronze | 9 h 32 min 7 s  |
| 2008  | Championnats des États-Unis longue distance | États-Unis       | Médaille d'or      | Timing          |
| 2007  | Ironman Nouvelle-Zélande                    | Nouvelle-Zélande | Médaille d'argent  | Timing          |
| 2007  | Ironman Louisville                          | États-Unis       | Médaille d'or      | Timing          |
| 2007  | Ironman Arizona                             | États-Unis       | Médaille d'or      | 9 h 36 min 40 s |
| 2006  | Ironman Cœur d’Alene                        | États-Unis       | Médaille d'argent  | 9 h 36 min 39 s |
| 2006  | Ironman Arizona                             | États-Unis       | Médaille d'argent  | 9 h 33 min 25 s |
| 2005  | Ironman Lake Placid                         | États-Unis       | Médaille de bronze | Timing          |
| 2004  | Ironman Cœur d’Alene                        | États-Unis       | Médaille d'argent  | Timing          |
| 2003  | Ironman Cœur d’Alene                        | États-Unis       | Médaille d'or      | Timing          |
| 2003  | Ironman Wisconsin                           | États-Unis       | Médaille d'or      | Timing          |
| 2003  | Wildflower Triathlon                        | États-Unis       | Médaille d'or      | Timing          |
| 2002  | Ironman Wisconsin                           | États-Unis       | Médaille d'or      | Timing          |
| 1999  | Powerman Alabama                            | États-Unis       | Médaille d'or      | Timing          |